# Blenina exquisita
Blenina exquisita är en fjärilsart som beskrevs av Lucas 1900. Blenina exquisita ingår i släktet Blenina och familjen trågspinnare. Inga underarter finns listade i Catalogue of Life.